# Horrea Aninici
Horrea Aninici (łac. Diocesis Horreoanincensis) – stolica historycznej diecezji w Cesarstwie rzymskim, w prowincji Mauretania Sitifense, zlikwidowana w VII w. podczas ekspansji islamskiej, współcześnie w północnej Algierii. Obecnie katolickie biskupstwo tytularne.

## Biskupi
| Lp. | Biskup           | Funkcja                                   | Od               | Do   |
| --- | ---------------- | ----------------------------------------- | ---------------- | ---- |
| 1   | Jerónimo Podestá | emerytowany biskup Avellanedy (Argentyna) | 2 grudnia 1967   | 1972 |
| 2   | Abraham Desta    | wikariusz apostolski Meki (Etiopia)       | 29 stycznia 2003 |      |